# Étienne Fromont
Pour les articles homonymes, voir Fromont (homonymie).
Étienne Fromont est un maître écrivain actif à Paris dans la première moitié du XVIIe siècle.

## Biographie
Il a été syndic de la communauté des maîtres écrivains jurés. Il figure en 1664 ou 1666 dans la liste des maîtres écrivains devant élire un nouveau syndic.
Si tous les éléments de cette notice sont exacts, il est possible qu'il y ait eu deux Étienne Fromont, compte tenu de l'amplitude des dates (il serait actif de 1605 à 1666 ?).

## Œuvres
- La collection Taupier contenait un recueil de vingt-neuf modèles de calligraphie autographes, tracés de sa main entre 1605 et 1623 (Cat. Taupier n° 58).